# Čërnyj Jar
Čërnyj Jar (in russo Чёрный Яр?) è un villaggio della Russia europea meridionale, situato nella oblast' di Astrachan'; è il centro amministrativo del distretto Černojarskij.
Sorge sulla riva destra del Volga, 250 km a nord-ovest di Astrachan'.